# Grande Guilde (Tallinn)
La Grande Guilde de Tallinn (en estonien : Tallinna Suurgild ; en allemand : Große Gilde) était une confrérie de marchands à Tallinn depuis le Moyen Âge, .

## Histoire

### Membres de la Guilde
La Grande Guilde est mentionnée pour la première fois en 1325 sous le nom de Kindergilde, se traduisant alors par groupe ou réunion de personnes. La Grande Guilde fut active durant 500 ans. Le bâtiment avait cinq étages, le sous-sol actuel était alors au niveau du sol.
La Grande Guilde était extrêmement puissante à Tallinn : les conseillers (aldermen) et maires (Burgomaster) de la ville étaient élus parmi les membres de la Guilde et celle-ci avait le monopole sur l'achat de sel apporté par les navires, sur sa revente et sur le brassage de bière.
Les membres devaient être nobles, marchands de Tallinn, être mariés et propriétaires de leur maison. S'y ajoutait une cotisation et l'obligation pour tout nouveau membre d'organiser une réception pour tous les membres de la guilde. Les étrangers étaient rarement admis : ils devaient alors résider de façon permanente à Tallinn et être mariés à une veuve d'ancien membre. Nombreux sont parmi ses membres à être issus de la Guilde des Têtes noires, guilde de célibataires. Le principal devoir de la Guilde était de protéger les intérêts de ses membres, qu'ils soient d'ordres sociaux, économiques ou religieux.

### La maison de la Grande Guilde
En plus d'être un centre d'affaire, le bâtiment de la Grande Guilde était aussi un important centre social où les gens buvaient du vin, jouaient au billard et écoutaient des musiciens. L'Aîné de la Grande Guilde y présidait des festivités et la procession de la cérémonie des citoyens y commençait et s'y achevait. La grande salle pouvait être louée pour des audiences et des mariages à de riches clients et couples. Les mariages étaient des affaires sérieuses, célébrés somptueusement. Durant les festivités qui duraient plusieurs jours, chacun tenait place selon son rang. Les membres de la Guilde des Têtes noires avaient leur propre table (située au milieu de la salle), ainsi que les Aînés des guildes, le couple et les femmes. Le soir nuptial venu, le couple était escorté jusqu'à la chambre nuptiale. Était effectuée une danse avant leur départ par un couple venu de la campagne et voulant se marier dans la ville. Cette coutume de la danse perdura jusqu'au XVIIe siècle. Outre les festivités, le service religieux y était également assuré. Lorsque l'église Saint-Olaf de Tallinn fut gravement endommagée par un incendie en 1820, les cérémonies furent transférées dans la Grande Guilde durant vingt ans. Lorsque le théâtre brûla, les représentations se déroulèrent alors dans la grande salle de la Grande Guilde. En 1875 s'y déroula le Festival de Chant germano-balte et jusqu'au débuts du XXe siècle, tous les concerts et expositions y étaient organisés. La première représentation cinématographique en Estonie prit place en 1896 dans la petite salle de la Grande Guilde. Au XIXe siècle, la cave à vin de la Guilde était populaire. Au sous-sol existait aussi une cage-cellule appelée La Vierge, utilisée pour punir les membres ayant violés les règles de la Guilde.
Le bâtiment accueille depuis 1952 le musée de l'histoire estonienne, initié par Johannes Burchart VIII (1776-1838) dont plusieurs de ses aïeux furent aînés de la Grande Guilde. Il a reçu le label du patrimoine européen.

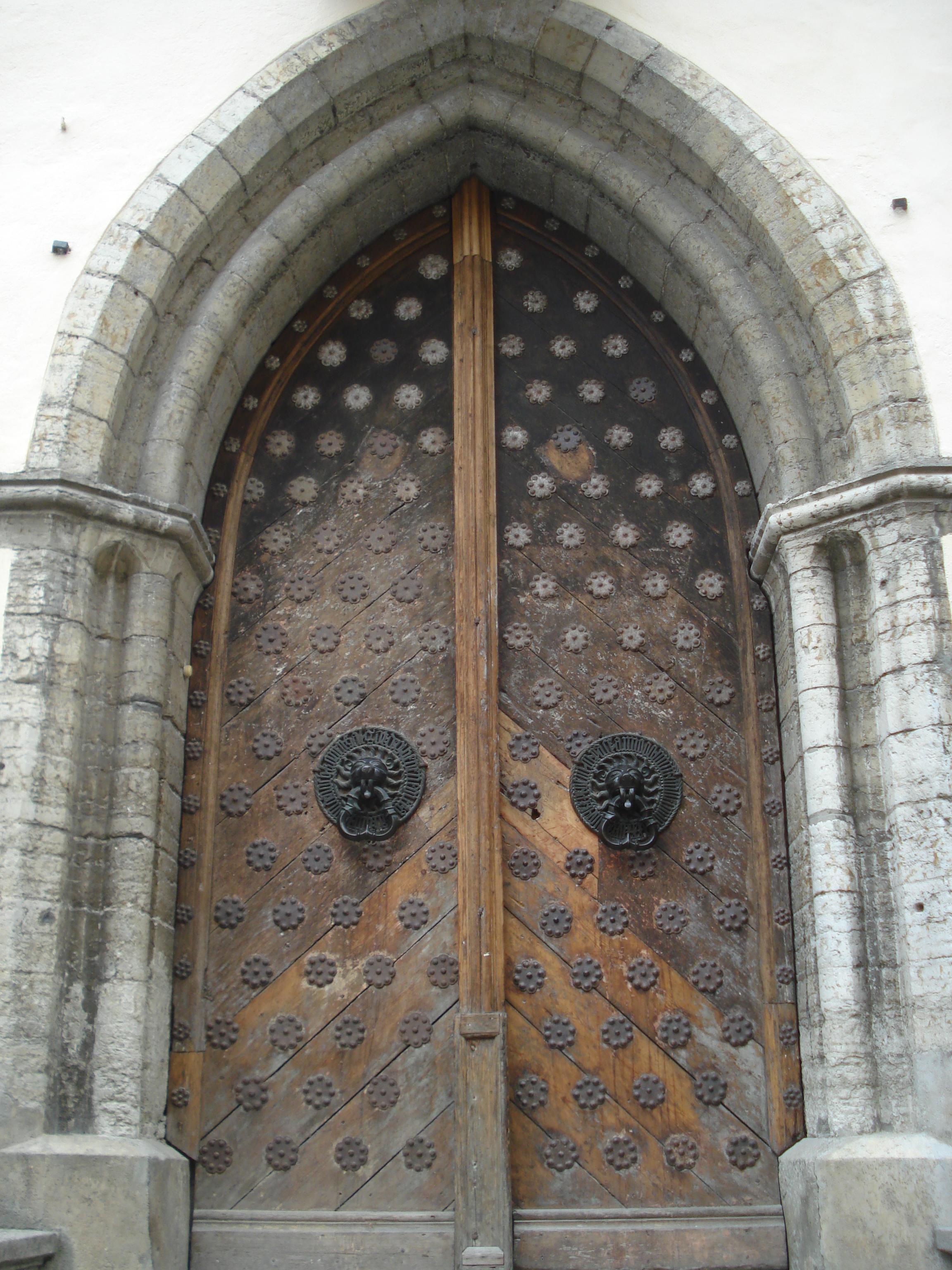
Porte principale de la Grande Guilde de Tallinn avec ses heurtoirs en bronze de 1430

## Sources
- Tallinn Stories, WanderStories